# Ust-Nera
Ust-Nera (iacut: Уус Ньара; rus: Усть-Не́ра) és un possiólok rus, a la república de Sakhà, és la més poblada de les de la ribera del riu Indigirka quan aquest conflueix amb el seu afluent el riu Nera. Té una població de 8.605 habitants (2009). Va ser fundada l'any 1937 i és un centre miner d'or. Compta amb aeroport. És considerada com una de les localitats on hi ha el pol del fred de l'hemisferi nord. Hi havia un dels camps de presoners del GULAG a l'època soviètica estalinista, els quals treballaren forçadament en la mineria i la construcció.
L'any 1942 s'hi obrí la primera mina d'or i s'hi exploraren els dipòsits de tungstè. El 1945 s'hi obrí la primera escola. La televisió hi arribà el 1971. Actualment també és un centre comercial modern.

## Clima
Ust-Nera té un clima subàrtic extremadament fred (classificació de Köppen: Dwd).
| Dades climàtiques a Ust-Nera                     | Dades climàtiques a Ust-Nera | Dades climàtiques a Ust-Nera | Dades climàtiques a Ust-Nera | Dades climàtiques a Ust-Nera | Dades climàtiques a Ust-Nera | Dades climàtiques a Ust-Nera | Dades climàtiques a Ust-Nera | Dades climàtiques a Ust-Nera | Dades climàtiques a Ust-Nera | Dades climàtiques a Ust-Nera | Dades climàtiques a Ust-Nera | Dades climàtiques a Ust-Nera | Dades climàtiques a Ust-Nera |
| Mes                                              | gen                          | febr                         | març                         | abr                          | maig                         | juny                         | jul                          | ag                           | set                          | oct                          | nov                          | des                          | anual                        |
| ------------------------------------------------ | ---------------------------- | ---------------------------- | ---------------------------- | ---------------------------- | ---------------------------- | ---------------------------- | ---------------------------- | ---------------------------- | ---------------------------- | ---------------------------- | ---------------------------- | ---------------------------- | ---------------------------- |
| Màxima mitjana °C (°F)                           | −40.1 (−40.2)                | −35.1 (−31.2)                | −21.4 (−6.5)                 | −5.4 (22.3)                  | 7.3 (45.1)                   | 18.7 (65.7)                  | 21.0 (69.8)                  | 18.0 (64.4)                  | 8.8 (47.8)                   | −9.2 (15.4)                  | −30.2 (−22.4)                | −39.4 (−38.9)                | −8.92 (15.94)                |
| Mitjana diària °C (°F)                           | −44.0 (−47.2)                | −40.7 (−41.3)                | −30.4 (−22.7)                | −14.9 (5.2)                  | 0.7 (33.3)                   | 11.1 (52)                    | 13.3 (55.9)                  | 10.2 (50.4)                  | 2.5 (36.5)                   | −14.7 (5.5)                  | −34.5 (−30.1)                | −43.0 (−45.4)                | −15.37 (4.34)                |
| Mínima mitjana °C (°F)                           | −47.9 (−54.2)                | −46.2 (−51.2)                | −39.3 (−38.7)                | −24.3 (−11.7)                | −5.8 (21.6)                  | 3.5 (38.3)                   | 5.7 (42.3)                   | 2.4 (36.3)                   | −3.7 (25.3)                  | −20.1 (−4.2)                 | −38.8 (−37.8)                | −46.5 (−51.7)                | −21.75 (−7.14)               |
| Precipitació mitjana mm (polzades)               | 8 (0.31)                     | 7 (0.28)                     | 4 (0.16)                     | 7 (0.28)                     | 17 (0.67)                    | 37 (1.46)                    | 55 (2.17)                    | 45 (1.77)                    | 24 (0.94)                    | 14 (0.55)                    | 11 (0.43)                    | 8 (0.31)                     | 237 (9.33)                   |
| Font: http://en.climate-data.org/location/28842/ |                              |                              |                              |                              |                              |                              |                              |                              |                              |                              |                              |                              |                              |

## Galeria

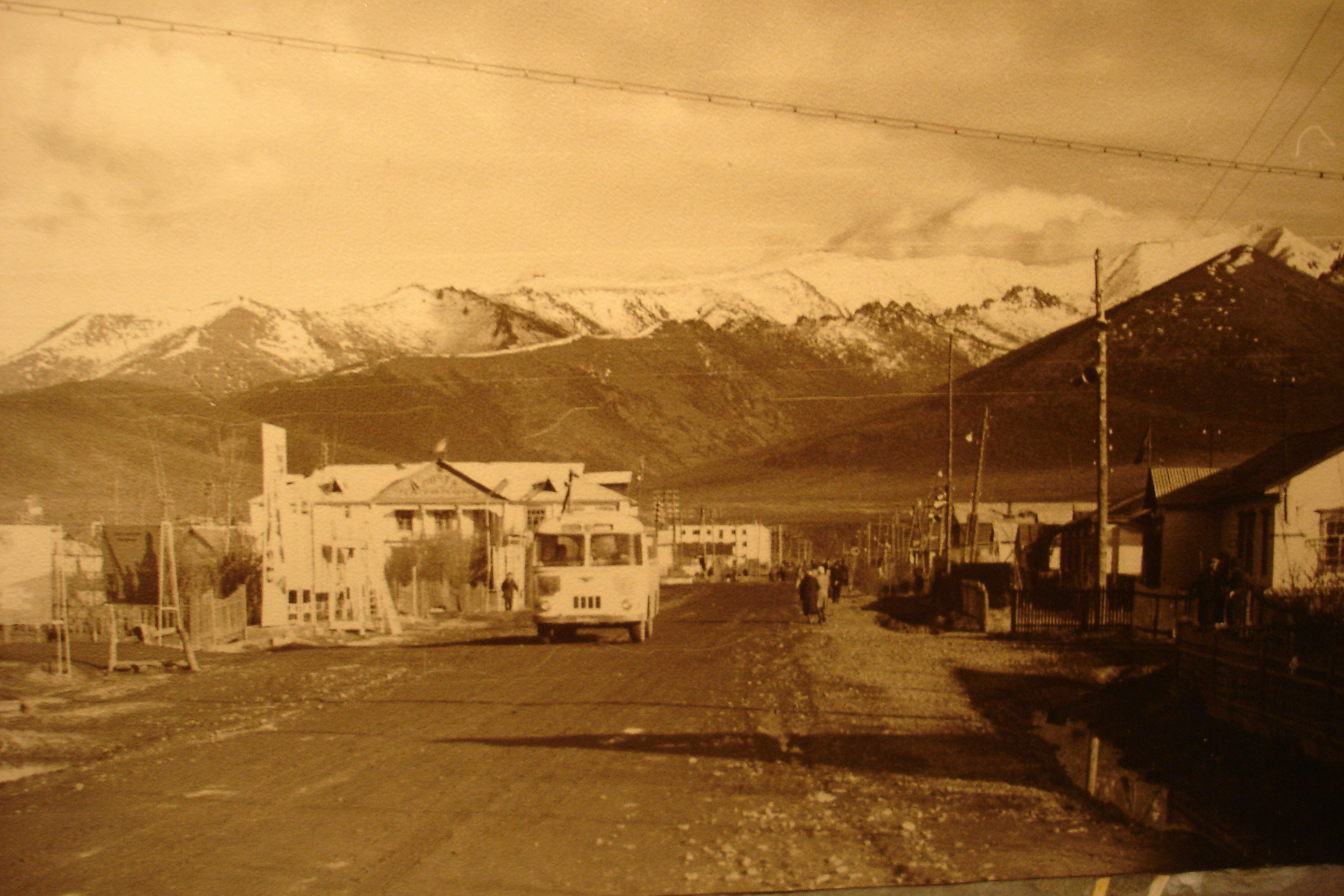
Ust-Nera el 1960